# لورني هندرسون
لورني هندرسون هو سياسي كندي، ولد في 31 أكتوبر 1920 في Enniskillen, Ontario ‏ في كندا، وتوفي بنفس المكان في 7 فبراير 2002. نشط حزبياً في حزب أونتاريو المحافظ التقدمي. وقد انتخب عضو برلمان مقاطعة أونتاريو.